# Nephthea albida
Nephthea albida is een zachte koraalsoort uit de familie Nephtheidae. De koraalsoort komt uit het geslacht Nephthea. Nephthea albida werd in 1894 voor het eerst wetenschappelijk beschreven door Holm. 